# Ministerio de Relaciones Exteriores (Corea del Norte)
El Ministro de Relaciones Exteriores de la República Popular Democrática de Corea (comúnmente conocido como Corea del Norte) es la agencia gubernamental responsable de las relaciones exteriores del país.
Además del ministro, el Ministerio cuenta un primer viceministro y otros siete viceministros. El primer viceministro actual es Kim Kye-gwan. Los otros viceministros incluyen a Choe Son-hui, Han Song-ryol, y Choe Hui-chol.

## Nómina de ministros
El siguiente es un listado de ministros de Relaciones Exteriores desde 1948:
| N.º | Nombre (Nac.–Muerte)                          | Fotografía | Periodo   | Notas |
| --- | --------------------------------------------- | ---------- | --------- | --- |
| 1   | Pak Hon-yong (1900–1955?)                     |            | 1948–1953 | Primer ministro en el cargo Escritor Arrestado, acusado y ejecutado por espionaje tras la purga de Kim Il-sung el 3 de agosto de 1953 |
| 2   | Nam Il (1915–1976)                            |            | 1953–1959 | Militar de carrera: - Jefe del Estado Mayor de una división del Ejército Rojo - Firmante del Acuerdo de Armisticio de Corea |
| 3   | Park Sung-chul (1913–2008)                    |            | 1959–1970 | Posterior vice primer ministro y premier: - Firmante de Declaración Conjunta Norte-Sur del 4 de julio de 1972 - Realizó una visita oficial a Seúl (Corea del Sur) en 1972 |
| 4   | Ho Dam (1929–1991)                            |            | 1970–1983 | Primer funcionario de alto rango norcoreano en visitar Estados Unidos |
| 5   | Kim Yong-nam (n. 1928)                        |            | 1983–1998 | Primer ministro de asuntos exteriores norcoreanos en asistir a la Asamblea General de las Naciones Unidas en 1992 Condecorado como Héroe del Trabajo de la República Popular Democrática de Corea en 1998 por sus servicios para aumentar la imagen de Corea del Norte en el exterior Posteriormente ha realizado giras como funcionario de alto rango norcoreano en las que destacan sus múltiples visitas a Rusia y China, así como su gira africana de 2008 o la asistencia a la toma de posesión del cargo de Teodoro Obiang Nguema (Guinea Ecuatorial) en 2016 o Andrés Manuel López Obrador (México) en 2018 |
| 6   | Paek Nam-sun (1929–2007)                      |            | 1998–2007 | Segundo ministro de asuntos exteriores en asistir a la Asamblea General de las Naciones Unidas en 1999 (poco después de llegar al cargo) Anfitrión de las únicas conversaciones ministeriales producidas entre Corea del Norte y Estados Unidos (representada por Madeleine Albright) en julio del 2000 Continúo con la búsqueda de la política multilateral de su predecesor, consiguiendo en 2005 la asistencia de Corea del Norte a la reunión de la ASEAN en Vientián (Vietnam) |
| —   | Kang Sok-ju (1939–2016) Ministro en funciones |            | 2007      | - Director adjunto del Partido del Trabajo de Corea para asuntos internacionales - Comenzó a trabajar en el ministerio en 1984 - Encargado de las conversaciones con EE. UU. sobre el programa nuclear norcoreano durante la década de 1990 - Cargo interino |
| 7   | Pak Ui-chun (n. 1932)                         |            | 2007–2014 | Diplomático de carrera: - Embajador en Camerún, Argelia, Siria y Líbano (1972-1989) - Embajador en Rusia (1989-2007) - Representante norcoreano durante la crisis del incidente del Cheonan - Asistente al Foro de Seguridad Regional de la ASEAN del 23 de julio de 2010 - Representante norcoreano durante la Crisis en Corea de 2013 |
| 8   | Ri Su-yong (n. 1940)                          |            | 2014–2016 | - Tercer ministro norcoreano en asistir a la Asamblea General de las Naciones Unidas en 2014 (durante 15 años, Corea del Norte evitó llevar representantes) - Primer ministro de exteriores norcoreano en visitar India en 25 años |
| 9   | Ri Yong-ho (n. 1956)                          |            | 2016–2020 | - Secretario de las embajadas norcoreanas de Zimbabue (1979-1984) y Suecia (1985-1988) - Consejero de Kang Sok-ju (1990-2000) - Embajador en Reino Unido (2003-2007) - Viceministro de relaciones exteriores de Ri Su-yong (2010-2016) - Asistente a la cumbre multilateral de Manila (Filipinas) en 2017 - Asistente a la Asamblea General de las Naciones Unidas - Asistente a la Cumbre Intercoreana - Asistente a la Cumbre de Singapur (reunión entre Kim Jong-un y Donald Trump) |
| 10  | Ri Son-gwon (n. ?)                            |            | 2020-2022 | Miembro del Panel de Asuntos Exteriores del Parlamento norcoreano |
| 11  | Choe Son-hui (n. 1964)                        |            | 2022-     | Primera mujer en ocupar el cargo. |